# ماركوس هويلجارد
ماركوس هويلجارد (بالنرويجية: Markus Hoelgaard)‏ (و. 1994  م) هو راكب دراجة هوائية نرويجي، ولد في ستافانغر.

## سجل الفوز

### سباقات أو مراحل فاز بها
| التاريخ        | السباق                                                   | المركز                                                                   |
| -------------- | -------------------------------------------------------- | ------------------------------------------------------------------------ |
| 16 أغسطس 2015  | سباق النرويج 2015                                        | الخامس في تصنيف أفضل شاب                                                 |
| 16 أبريل 2016  | زي إل إم تور 2016                                        |                                                                          |
| 08 مايو 2016   | رينجيريك جراند بريكس 2016                                | السابع في التصنيف العام                                                  |
| 22 مايو 2016   | طواف النرويج 2016                                        | الثاني في تصنيف أفضل شاب                                                 |
| 05 يونيو 2016  | 2016 Peace Race U23                                      | العاشر في التصنيف العام، الرابع في تصنيف النقاط                          |
| 19 يونيو 2016  | سباق الطريق تحت 23 في بطولة النرويج لسباق الدراجات 2016  |                                                                          |
| 09 أبريل 2017  | سيركويت ديس آردن 2017                                    | الرابع في تصنيف النقاط، الثامن في التصنيف العام                          |
| 07 مايو 2017   | رينجيريك جراند بريكس 2017                                | الخامس في التصنيف العام                                                  |
| 28 مايو 2017   | طواف ديف يغد 2017                                        | الثاني في تصنيف الجبال                                                   |
| 13 أغسطس 2017  | سباق النرويج 2017                                        | التاسع في تصنيف أفضل شاب                                                 |
| 19 أغسطس 2018  | سباق النرويج 2018                                        | الأول في تصنيف أفضل شاب، الثاني في التصنيف العام، الثالث في تصنيف النقاط |
| 10 مارس 2019   | طواف رودس الدولي 2019                                    |                                                                          |
| 16 يونيو 2019  | 2019 Oberösterreich Rundfahrt                            |                                                                          |
| 09 أغسطس 2020  | جولة ركوب الدراجات التشيكية 2020                         |                                                                          |
| 03 أكتوبر 2021 | طواف كرواتيا 2021                                        |                                                                          |
| 04 أغسطس 2023  | طواف بولندا 2023                                         | الأول في تصنيف الجبال                                                    |
| 23 يونيو 2024  | 2024 Norway National Road Cycling Championships - Men RR |                                                                          |
| 15 أغسطس 2024  | 2024 Tour of Leuven-Memorial Jef Scherens                | الأول في التصنيف العام                                                   |
| 31 يناير 2025  | 2025 Trofeo Serra de Tramuntana                          | المركز الثالث                                                            |

## روابط خارجية
- ماركوس هويلجارد على موقع الاتحاد الدولي للدراجات (الإنجليزية)
- ماركوس هويلجارد على موقع أرشيف الدراجات (الإنجليزية)
- ماركوس هويلجارد على موقع إحصائيات الدراجات الإحترافية (الإنجليزية)
- ماركوس هويلجارد على موقع نسبة الدراجات (الإنجليزية)
- ماركوس هويلجارد على موقع CycleBase (الإنجليزية)
- ماركوس هويلجارد على موقع اللجنة الأولمبية الدولية (الإنجليزية)
- ماركوس هويلجارد على موقع أوليمبيديا (الإنجليزية)